# روبيرتو دافيرزا
روبيرتو دافيرزا (بالإيطالية: Roberto D'Aversa)‏ (12 أغسطس 1975 بشتوتغارت في ألمانيا - ) هو مدرب كرة قدم ولاعب كرة قدم إيطالي في مركز الوسط. لعب مع إيه سي ميلان ونادي بيسكارا ونادي ترنانا ونادي تريستينا ونادي تريفيزو ونادي سامبدوريا ونادي سيينا ونادي مانتوفا ونادي مسينا ونادي مونزا وكوسينزا كالشيو ونادي براتو وSSD Casarano Calcio ‏ وCosenza Calcio 1914 ‏ ولانشانو كالتشيو 1920 ‏ وASD Città di Gallipoli ‏.

## وصلات خارجية
- روبيرتو دافيرزا على موقع قاعدة بيانات كرة القدم.إي يو (الإنجليزية)
- روبيرتو دافيرزا على موقع Soccerway.com (الإنجليزية)